# Centre CEA de Bruyères-le-Châtel
Pour les articles homonymes, voir DAM.
Le centre CEA de Bruyères-le-Châtel, ou CEA DAM (Direction des applications militaires) – Île-de-France (ou DIF), est l’un des établissements du Pôle défense du Commissariat à l’Énergie atomique, il est situé à cheval entre Bruyères-le-Châtel et Ollainville dans le centre de l’Essonne. Il arrive encore aujourd’hui de faire référence au site de Bruyères-le-Châtel via son ancien nom de code : B3.
Le site du CEA de Bruyères-le-Châtel emploie environ 2 000 ingénieurs, chercheurs et techniciens qui conçoivent et entretiennent les réacteurs des sous-marins nucléaires français et du porte-avions Charles de Gaulle, et les armes nucléaires françaises, en s’appuyant sur la Simulation (programme nucléaire), et luttent contre la prolifération nucléaire et le terrorisme nucléaire. Les installations destinées aux études de propulsion nucléaire navale sont conduites par la Direction de la Propulsion Nucléaire (CEA/DAM/DPN).
Le site de Bruyères-le-Châtel héberge le Centre de Calcul Recherche et Technologie (CCRT). Enfin, le CEA DAM – Île-de-France a créé Ter@tec, pôle européen de compétence en Simulation numérique haute performance.

## Histoire
En 1955, le physicien Yves Rocard acquiert le domaine du Grand Rué, une soixantaine d'hectares autour d'une maison bourgeoise située dans les communes de Bruyères-le-Châtel et Ollainville, à proximité de l'usine du Bouchet. Il y est construit le premier centre de recherche du CEA dévoué exclusivement aux applications militaires. À la naissance de ce projet, il est aussi envisagé d'utiliser une partie libre de l'usine du Bouchet, on désigne alors cette solution par le code  « Bouchet 2 » ou « B2 », et tout naturellement celle de Bruyères-le-Chatel en « B3 ». Jusqu'en 1958, ce centre permet le développement confidentiel de plans pour l'arme atomique et les sous-marins nucléaires, sans même l'accord du parlement français.
En juillet 1956, le physicien Pierre Billaud y installe un générateur de Van de Graaff de 2 MeV pour les premières déterminations de sections efficaces en neutrons rapides. Le Centre de Bruyères-le-Chatel est occupé progressivement de juillet 1956 à juillet 1957 par des équipes du CEA qui travaillaient à la conception de l'arme atomique au Fort de Châtillon. De 1957 à 1962, le site de Valduc est une dépendance, sous le nom « Annexe D1 » au centre de Bruyères.
C’est dans le centre de Bruyères-le-Châtel qu’a été fabriqué le cœur de la première bombe atomique française qui a explosé au Sahara le 13 février 1960 lors de l'essai nucléaire Gerboise bleue, le détonateur ayant été mis au point au fort de Vaujours. Le centre de Bruyères-le-Châtel aurait fabriqué au total plus de 90 % des engins nucléaires expérimentés au Sahara et dans le Pacifique lors des essais nucléaires français.
En 1986 et 1987, des expériences de dispersion de tritium (radioactif) dans l'environnement sont menées pour étudier sa reconcentration. Selon le bulletin municipal de Bruyère-le-Chatel, l'objectif est alors "la mesure du taux de conversion au tritium en eau tritiée dans l'environnement en se rapprochant le plus possible des conditions d'exploitation d'un réacteur de fusion". A l'issue de la réorganisation de la DAM à la fin des années 1990, le centre de Moronvilliers, jusqu'alors dépendant Vaujours, devient une annexe du CEA DIF.
En 2006, le CEA développe le Très Grand Centre de calcul du CEA (TGCC) pour héberger et exploiter des supercalculateurs. De 2007 à 2013, le TGCC s'inscrit dans un contrat de plan état-région financé par le CEA, le Grand Équipement National de Calcul Intensif (GENCI) et le Conseil Général de l’Essonne. Le 25 octobre 2010, la Ministre de l’Enseignement Supérieur et de la Recherche, Valérie Pécresse, inaugure le TGCC sur le technopôle Teratec au sein du site CEA de Bruyères-le-Chatel.

## Autres sites
Les autres sites de la Direction des applications militaires sont les suivants :
- CESTA
- Valduc
- Le Ripault
- Moronvilliers (fermé depuis 2016)
- Gramat (anciennement sous tutelle de la DGA)

Des équipes sont également présentes sur les sites CEA suivants :
- Cadarache
- Marcoule
- Île longue